# Михайлов Микола Миколайович (міністр УРСР)
Мико́ла Микола́йович Миха́йлов (6 травня 1912, місто Твер, тепер Російська Федерація — 31 серпня 1979, місто Київ) — український радянський діяч, міністр сільського будівництва УРСР, заслужений будівельник УРСР. Депутат Верховної Ради УРСР 6—8-го скликань. Кандидат у члени ЦК КПУ (1966—1976).

## Біографія
Народився в травні 1912 року в родині робітника.
Трудову діяльність розпочав у чотирнадцятирічному віці учнем слюсаря Тверського вагонобудівного заводу. З 1928 року — слухач вечірнього відділення робітничого факультету.
З 1932 року — у Червоній армії. У 1937 році закінчив Військово-інженерну академію імені В. В. Куйбишева, здобув спеціальність військового інженера-будівельника.
З 1937 року — інженер, головний спеціаліст на спорудженні різних об'єктів у Ленінградській області РРФСР.
Під час німецько-радянської війни у 1941—1942 роках — керівник району оборонних робіт Західного фронту. У 1942—1946 роках — на керівній будівельній роботі у Свердловській області РРФСР.
Член ВКП(б) з 1943 року.
У 1946—1949 роках — керівник будівельних робіт по відбудові міст Риги і Феодосії.
У 1949—1955 роках — головний інженер будівельного тресту в місті Києві. У 1955—1957 роках — у відрядженні в Китайській Народній Республіці.
У 1957—1960 роках — начальник відділу капітального будівництва; начальник управління будівництва Київського економічного адміністративного району (Київського раднаргоспу). У 1960 — лютому 1962 року — заступник голови Ради народного господарства (раднаргоспу) Київського економічного адміністративного району.
У лютому 1962 — січні 1963 року — начальник Головного управління будівництва, будівельної індустрії та проєктно-розвідувальних робіт Української ради народного господарства (Укрраднаргоспу).
У січні 1963 — листопаді 1965 року — начальник Головного управління по будівництву в Київському економічному районі (Головкиївбуду).
22 листопада 1965 — 19 жовтня 1973 року — міністр сільського будівництва Української РСР.
З 1973 року — персональний пенсіонер союзного значення. Похований в Києві.

## Нагороди
- орден Леніна
- орден Червоного Прапора
- два ордени Трудового Червоного Прапора
- орден Червоної Зірки
- два ордени «Знак Пошани»
- медалі
- Почесна грамота Президії Верховної Ради Української РСР (19.05.1972)
- «Заслужений будівельник Української РСР» (7.08.1965)